# 2003 en informatique
2002 en informatique - 2003 - 2004 en informatique
Cet article recense les principaux évènements de 2003 dans le domaine de l'informatique.

## Événements
- Premier sommet mondial sur la société de l'information à Genève.
- Apple ouvre la plateforme iTunes aux États-Unis
- Juillet 2003 : création de la fondation Mozilla
- Achat de Linksys par Cisco.

## Standards
- Définition de la stratégie données en réseau-centré du département de la Défense des États-Unis (NCDS).
- Version 1.0 du cadre d'architecture DoDAF.

## Technologie
- 23 mars : sortie de Windows 2003
- Apple : lancement du Power Mac G5, sortie de Mac OS X 10.3 Panther
- Linux : le nombre d'utilisateurs Linux est estimé à 18 millions[1]

## Prix
Prix Gödel : Yoav Freund et Robert Schapire pour l'algorithme Adaboost